# Умершие в июле 2013 года
Это список известных людей, соответствующих установленным критериям значимости (см. Википедия:Критерии значимости персоналий), умерших в июле 2013 года.
Причина смерти указывается лишь в исключительных случаях (убийство, самоубийство, гибель в результате военных действий, смертная казнь, ДТП или несчастные случаи). В остальных случаях — не указывается.

## 1 июля

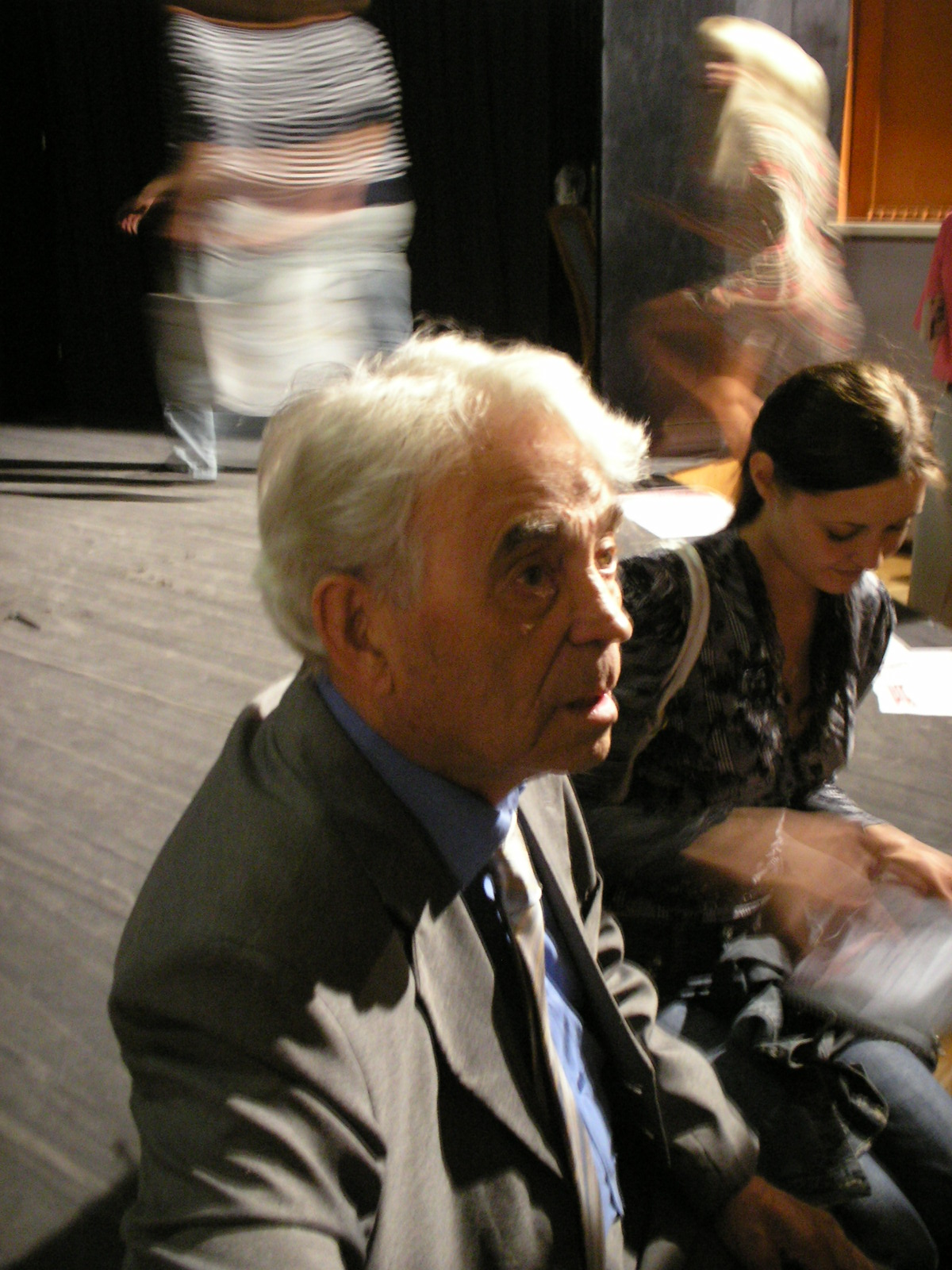
Пётр Монастырский

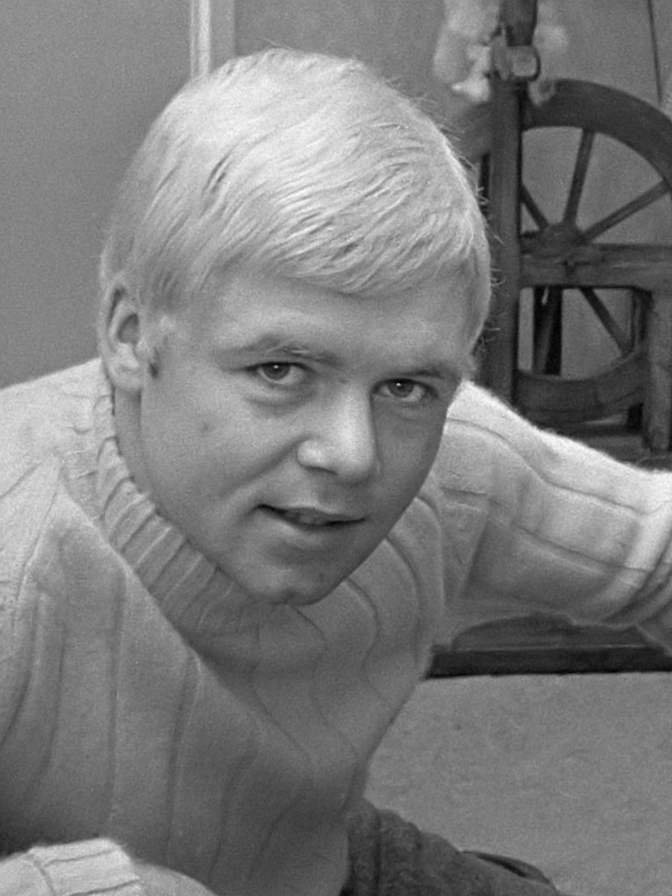
Бент Шмидт-Хансен

- Берри, Сидни (87) — американский военный деятель, генерал-лейтенант, суперинтендант Вест-Пойнта (1974—1977)[1].
- Ганев, Стоян Димитров (57) — болгарский политик, вице-премьер и министр иностранных дел Болгарии (1991—1992)[2].
- Де Фрайтас, Шанталь (45) — немецкая актриса и певица[3].
- Дженкинс, Пол (74) — американский актёр[4].
- Злоха, Ян (71) — чехословацкий футболист, обладатель Кубка Кубков в составе «Слована» (1969), участник чемпионата мира (1970)[5].
- Исайкин, Александр Михайлович (60) — заместитель начальника Главного штаба Сухопутных войск (2002—2007), генерал-лейтенант[6].
- Камалетдинов, Мурат Абдулхакович (84) — советский геолог-нефтяник[7].
- Котов, Александр Михайлович (88) — советский политик, заместитель Председателя Совета Министров Татарской АССР (1971—1985)[8].
- Мачосс, Ульрих (96) — немецкий актёр («Красный угол»)[9][10].
- Монастырский, Пётр Львович (97) — советский и российский театральный режиссёр, актёр, педагог, народный артист СССР[11].
- Нацева, Мара (94) — югославская партизанка, Народный герой Югославии[12].
- Спаренберг, Рене (94) — нидерландский хоккеист на траве, бронзовый призёр летних Олимпийских игр (1936)[13].
- Фоли, Морис (83) — австралийский крикетист.
- Фоули, Чарльз (82) — один из создателей игры Twister; осложнения болезни Альцгеймера[14].
- Шмидт-Хансен, Бент (66) — датский футболист (ПСВ)[15].

## 2 июля

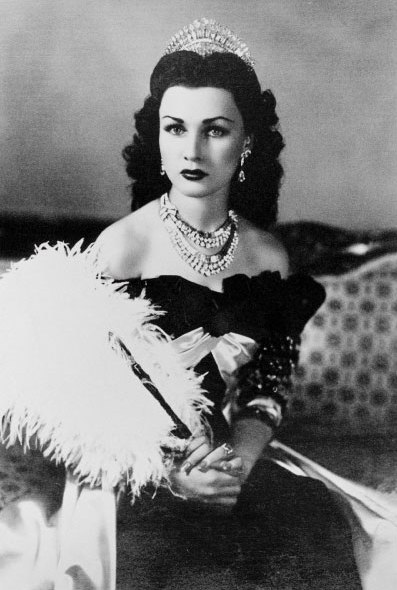
Фавзия Фуад Египетская

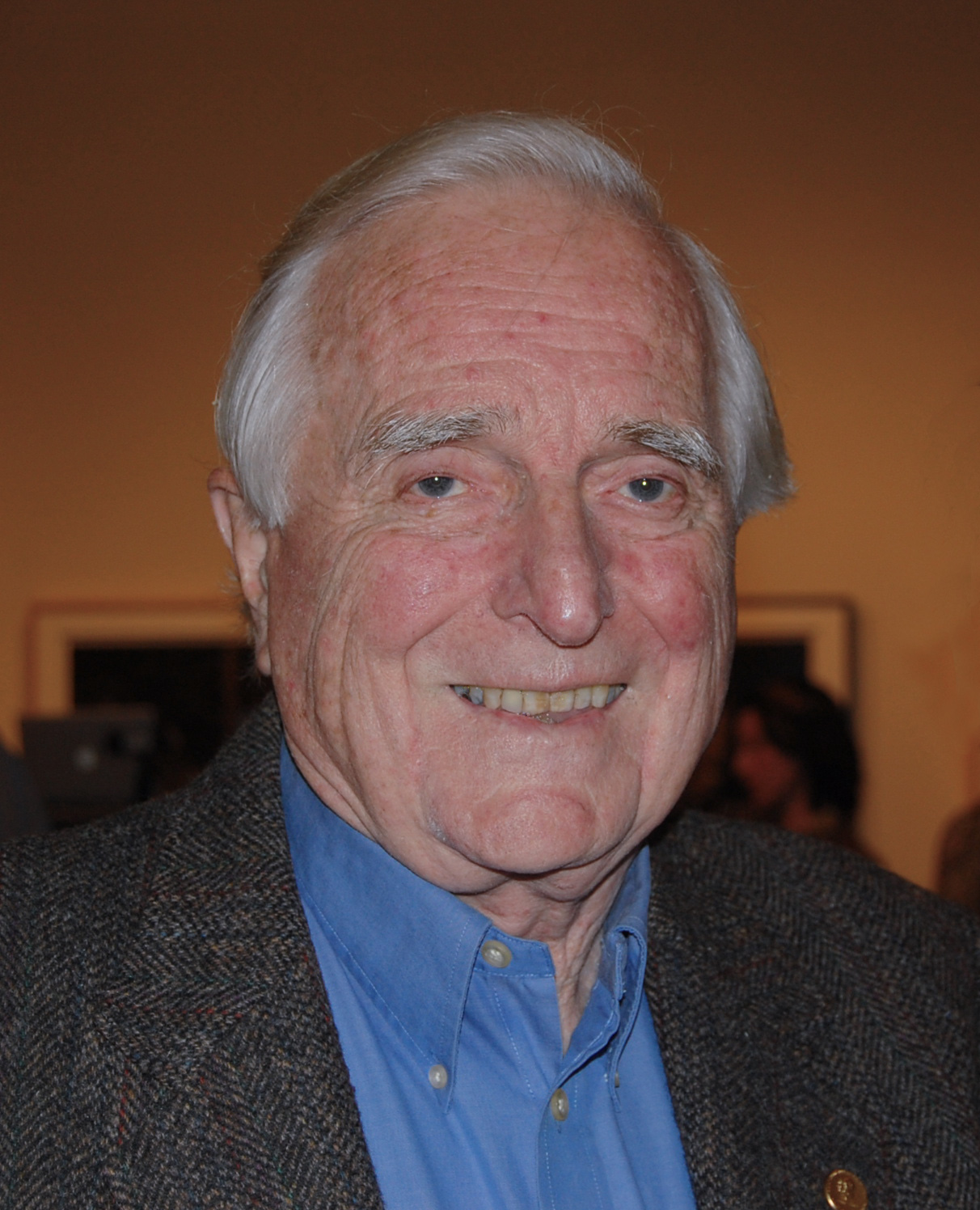
Дуглас Энгельберт

- Кузнецов, Борис Юрьевич (78) — первый губернатор Пермской области (1991—1996)[16].
- Одарченко, Иван Степанович (86) — участник Великой Отечественной войны из Тамбова, прототип скульптуры памятника воину-освободителю в Берлине[17].
- Рид, Теодор (90) — американский зоолог, директор Смитсоновского Национального зоологического парка (1958—1983)[18].
- Скулте, Гвидо (74) — латвийский кинооператор[19].
- Фавзия Фуад (91) — египетская принцесса, королева-консорт Ирана (1941—1948), первая супруга шаха Ирана Мохаммеда Реза Пехлеви[20][21].
- Фурланис, Карло (74) — итальянский футболист («Болонья»), чемпион Италии (1964)[22] Архивная копия от 6 июля 2013 на Wayback Machine.
- Шнайдер, Павел Львович (83) — советский кинооператор[23].
- Энгельбарт, Дуглас (88) — американский специалист в области компьютерных технологий, изобретатель компьютерной мыши[24].

## 3 июля
- Арабо, Клод (75) — французский фехтовальщик, серебряный призёр Олимпийских игр (1964)[25].
- Бенгез, Роман (49) — словенский футболист и тренер («Олимпия» Любляна)[26].
- Василе, Раду (70) — румынский политик, премьер-министр Румынии (1998—1999)[27].
- Дональдсон, Джефф (99) — австралийский предприниматель, основатель и президент (1956—1984) компании Woodside Petroleum (объявлено в этот день)[28].
- Кекконен, Матти (84) — финский политик, министр транспорта (1967—1968), сын Урхо Кекконена[29].
- Миклашевич, Игорь (50) — белорусский профессор, доктор наук, писатель, участник «Майстроўни»; несчастный случай[30].
- Моррис, Фрэнк (85) — американский монтажёр, двукратный номинант на премию «Оскар» («Голубой гром», «Роман с камнем»), лауреат премии «Эмми» (1973)[31].
- Тороквей, Питер (62) — американский сценарист («Настоящий гений», «Телохранитель Тесс»)[32].
- Трезвов, Александр Викторович (66) — директор Государственного научно-исследовательского института реставрации (1994—2013), исследователь и специалист в области охраны и реставрации памятников[33].
- Уилсон, Сну (64) — английский драматург и сценарист («Шейди»)[34].
- Фишгойт, Исай Львович (86) — один из основателей Грушинского фестиваля[35].
- Хамбалеева, Альфия Саяровна (53) — башкирская оперная певица[36].

## 4 июля
- Бадалов, Павел Петрович (87) — советский и украинский учёный, доктор биологических наук, профессор.
- Вайс, Владимир Ефимович (71) — советский и австралийский дирижёр.
- Иннокентий (Лотоцкий) (97) — украинский епископ Украинской греко-католической церкви[37].
- Кромптон, Джек (91) — английский футбольный вратарь («Манчестер Юнайтед»)[38].
- Нолан, Берни (52) — ирландская актриса и певица; рак молочной железы[39].
- Оливер Красное Облако (93) — вождь племени Оглала[40].
- Цигаль, Владимир Ефимович (95) — советский и российский скульптор, народный художник СССР (1978)[41].

## 5 июля
- Вудберн, Ламберт (73) — южноафриканский адмирал, командующий военно-морскими силами Южно-Африканской Республики (1990—1992)[42] Архивная копия от 12 декабря 2013 на Wayback Machine.
- Дейтон, Дуглас (88) — американский предприниматель, основатель Target Corporation; рак[43].
- Карго, Дэвид (84) — американский политик, губернатор штата Нью-Мексико (1967—1971)[44].
- Кисль, Эрих (83) — немецкий политик, обер-бургомистр Мюнхена (1978—1984)[45].
- Липка, Роберт Стефен (67) — клерк АНБ, агент советской разведки[46].
- Маккубри, Джеймс (111) — американский долгожитель, старейший на день смерти верифицированный мужчина на Земле[47].
- Раабе, Пауль (86) — немецкий литературовед и библиотекарь[48].

## 6 июля
- Алексеев, Александр Изосимович (88) — председатель Пензенского областного совета профсоюзов (1964—1990), организатор строительства объектов отдыха, спорта и туризма[49].
- Анттила, Инкери (96) — финский криминолог, министр юстиции Финляндии (1975)[50].
- Закулаев, Евгений (49) — российский музыкальный продюсер, заместитель директора студии «Ласковый май»[51].
- Лигу, Даниэль (92) — французский историк[52].
- Линдерхолм, Роберт (79) — американский астроном[53].
- Ло Хань Синь (78) — бирманский наркобарон, «крёстный отец героина»[54].
- Попова, Надежда Васильевна (91) — ветеран Великой Отечественной войны, лётчица, Герой Советского Союза (1945)[55]
- Рагимов, Рагим Нурмамед оглы (90) — руководитель отдела методов лучевой диагностики Национального центра онкологии, академик Национальной академии наук Азербайджана[56].

## 7 июля
- Винг, Анна (98) — британская актриса[57].
- Дмитриев, Владимир Юрьевич (73) — историк кино, заместитель гендиректора Госфильмофонда России[58].
- Карраско де Будинич, Берна (98) — чилийская шахматистка[59].
- Конли, Джо (85) — американский актёр[60].
- Лейбензон, Геннадий Анатольевич (73) — российский журналист и писатель[61].
- Сокульский, Владимир (58) — белорусский звукорежиссёр[62].

## 8 июля

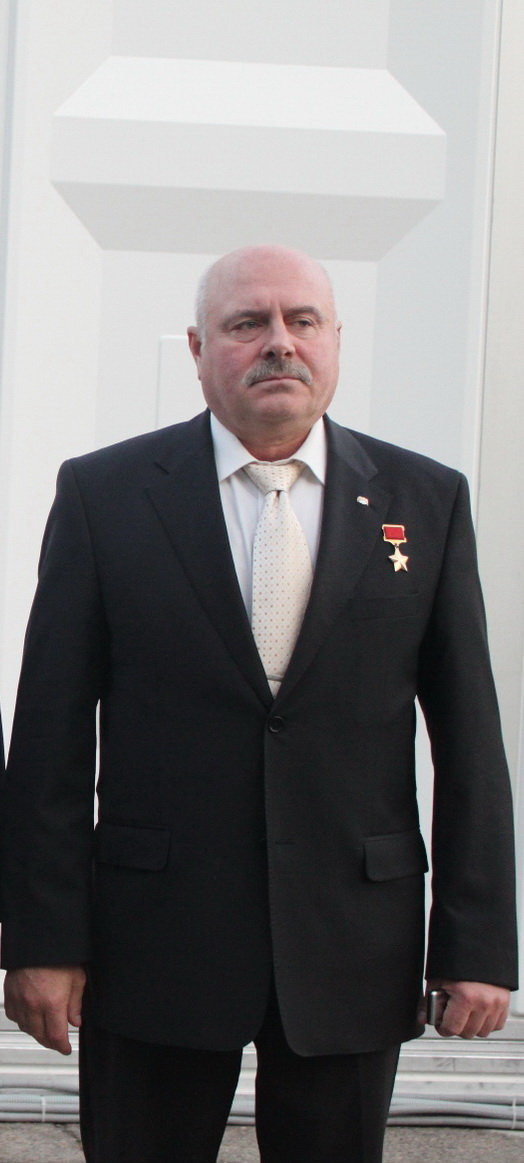
Игорь Плосконос

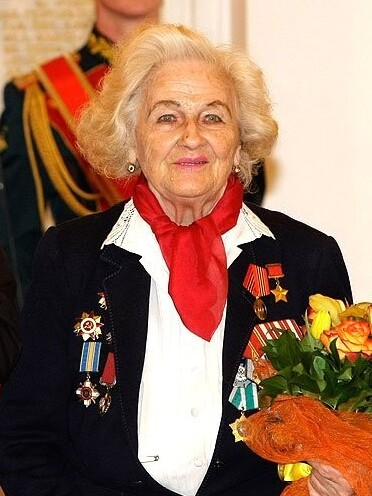
Надежда Попова

- Биткеев, Николай Цеденович (70) — калмыцкий востоковед, фольклорист, литературовед[63].
- Вайс, Владимир Ефимович (71) — советский и австралийский дирижёр[64][65].
- Видал, Сет (36) — американский разработчик программного обеспечения, разработчик Yum, ДТП[66].
- Гюльгусейн Гусейноглу (Абдуллаев Гюльгусейн Гусейн оглу) (89) — азербайджанский писатель, народный писатель Азербайджана[67].
- Дудкин, Олег Борисович (81) — советский и российский геохимик[68].
- Исаев, Егор Александрович (87) — поэт, публицист, Герой Социалистического Труда (1986)[69].
- Лепянская, Майя Михайловна (77) — советская эстрадная певица[70].
- Морган, Эдмунд (97) — американский историк, лауреат Пулитцеровской премии (2006)[71].
- Плосконос, Игорь Николаевич (54) — председатель Государственного комитета Украины по делам ветеранов, депутат Верховной Рады Украины, Герой Советского Союза (1983)[72].
- Ринкон, Клаудиней (33) — футболист сборной Экваториальной Гвинеи; малярия[73].
- Сабауи Ибрагим (66) — директор служб безопасности Ирака, брат Саддама Хусейна; рак[74].
- Студеникин, Митрофан Яковлевич (89) — российский педиатр, академик АМН СССР (1975)[75].
- Хиксон, Дейв (83) — английский футболист («Эвертон»)[76].
- Цогоев, Олег Борисович (79) — российский геолог и публицист, заслуженный геолог России[77].
- Шифф, Элвин — американский педагог, академик, пионер еврейского образования в США[78].

## 9 июля
- Алаудинов, Мусаил Будайчиевич (35) — дагестанский спортсмен, основатель и тренер бойцовского клуба «Горец»; убийство[79].
- Антонов-Овсеенко, Антон Владимирович (93) — советский и российский историк, писатель, публицист, директор Государственного музея истории ГУЛАГа, сын Владимира Антонова-Овсеенко[80].
- Ахмеднабиев, Ахмеднаби Омардибирович (54) — журналист махачкалинской газеты «Новое дело»; убийство[81]
- Бюхель, Маркус (54) — премьер-министр и министр иностранных дел Лихтенштейна (1993)[82].
- Ёсида, Масао (58) — японский хозяйственный деятель, генеральный директор Департамента по управлению ядерными активами «Tokyo Electric Power Company», экс-директор АЭС Фукусима-1; рак[83].
- Кормилицын, Алексей Геннадьевич (52) — российский филолог и переводчик, основатель и генеральный директор интернет-портала «Грамота.ру»[84].
- Кирилл (Ковачев) (59) — болгарский митрополит Варненский и Великопреславский, епископ Болгарской православной церкви, управляющий Варненской митрополией; утонул в море[85].
- Сигер, Тоши[англ.] (91) — жена американского певца Пита Сигера, участница экологического движения в США[86].
- Токтосартов, Акун Токтосартович (72) — министр культуры Киргизской ССР (1988—1991), президент Международной ассоциации содействия возрождению духовности «Руханият»[87].
- Шаханов, Бактыбай Аманжолович (62) — казахстанский фотожурналист, личный фотограф президента Казахстана Нурсултана Назарбаева[88].

## 10 июля
- Бахвалов, Николай Михайлович (65) — российский оперный певец, заслуженный артист Республики Саха (Якутия)[89].
- Бхаттачарджи, Пол (53) — британский актёр[90].
- Вальдис, Альфред (93) — соучредитель и директор Швейцарского музея транспорта[91].
- Галеви, Илан (69) — еврейско-палестинский журналист и политик, советник Ясира Арафата, член руководства ФАТХ[92].
- Гювен, Кемаль (92) — турецкий политик, председатель Великого национального собрания Турции (1973—1977)[93].
- Зенгин, Ибрагим (81 или 82) — турецкий борец, серебряный призёр летних Олимпийских игр (1956)[94].
- Колдуэлл, Филип (93) — американский бизнесмен, президент и генеральный директор компании «Ford» (1980—1985)[95].
- Махапатра, Гокуланкра (91) — индийский учёный и писатель-фантаст[96].
- Надирадзе, Коба (41) — украинский дзюдоист грузинского происхождения, чемпион Европы и мира; убийство[97].
- Сапожников, Юрий Николаевич (85) — советский и российский партийный и общественный деятель, секретарь Архангельского областного комитета КПСС (1970—1986), генеральный директор объединения «Союзкнига»[98].
- Юссеф, Ибрагим (54) — египетский футболист («Замалек»), бронзовый призёр Средиземноморских игр (1983), участник Олимпийских игр (1984)[99].
- Янчук, Михаил Михайлович (63) — белорусский журналист и писатель[100]

## 11 июля
- Брискорн, Эгберт (77) — немецкий математик, открывший сферы Брискорна[101].
- Бурачевский, Игорь Иосифович (86) — российский краевед из Рязани, спортсмен и общественный деятель, автор учебного предмета «Спортивное краеведение»[102].
- Михайловский, Евгений Ильич (76) — российский учёный в области механики, профессор СыктГУ
- Мкртчян, Маргарита Гегамовна (32) — российская тхэквондистка; автокатастрофа[103].
- Силвейра, Милтон (84) — американский космический инженер, главный инженер НАСА (1983—1986)[104].
- Уилкинсон, Юджин (94) — американский военно-морской офицер, первый командир первой в мире атомной подводной лодки «Наутилус» (1954), первый командир ракетного крейсера «Лонг Бич» (1961), первый президент и генеральный директор Института операций по ядерной энергии (1980—1984)[105].

## 12 июля
- Бенезе, Матьё (67) — французский поэт, лауреат поэтической премии Французской академии (2013)[106]
- Бердино, Лариса Георгиевна (75) — советский и российский концертмейстер и музыкальный педагог[107].
- Боуз, Амар (83) — американский бизнесмен, основатель Bose Corporation[108].
- Гучучалиев, Магомед Гасанович (45) — дагестанский адвокат; убийство[109].
- Дольник, Александр Теодорович (59) — украинский архитектор, лауреат Государственной премии Украины в области архитектуры[110].
- Камендровская, Татьяна Николаевна (88) — американская журналистка российского происхождения, редактор новостей русской службы «Голоса Америки»[111].
- Морган, Элейн (92) — британский биолог, одна из авторов теории о гидропитеках[112].
- Ольссон, Стен (96) — шведский предприниматель, основатель и владелец компании Stena Line[113].
- Пран (93) — индийский киноактёр; пневмония[114].
- Симбирёв, Игорь (41) — белорусский бард и участник демократического движения республики[115].
- Соломатин, Герман Александрович (75) — российский журналист, специальный корреспондент ИТАР-ТАСС[116].
- Такахаси, Такако (81) — японская писательница[117].
- Хорошевич, Константин Иванович (86) — белорусский художник[118].
- Хун Неанг (89) — буддийский проповедник, отец Хун Сена[119].
- Чижневский, Анджей (59) — польский футбольный голкипер («Арка»)[120].

## 13 июля

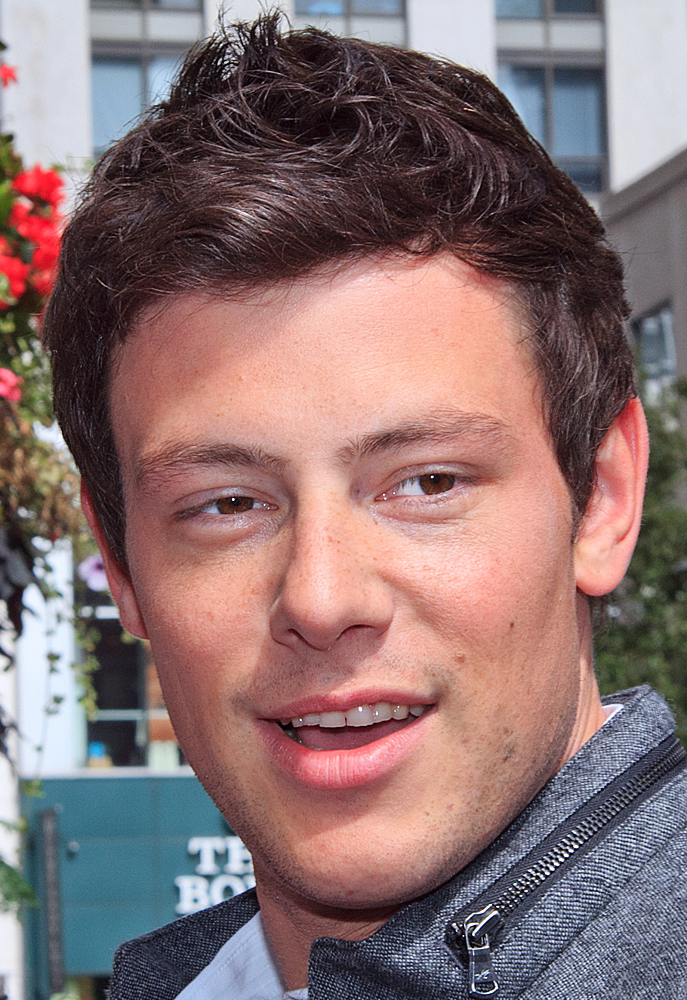
Кори Монтейт

- Антипов, Юрий Евгеньевич (83) — советский учёный, альпинист[121].
- Бана (81) — кабо-вердианский певец, называемый «королём Морна»[122].
- Ватло, Этьен (87) — французский скрипичный мастер[123].
- Гармент, Леонард (89) — американский юрист, советник Президента США, юрисконсульт Белого дома (1973—1974), одна из ключевых фигур Уотергейтского скандала[124].
- Жюльен, Анри (84) — французский создатель гоночных автомобилей и основатель команды AGS (команда Формулы-1)[125].
- Кваттрокки, Оттавио (74) — итальянский и индийский бизнесмен, один из главных фигурантов дела «Бофорса»[126].
- Ланге, Инге (85) — немецкий (ГДР) политик, кандидат в члены Политбюро и секретарь СЕПГ (1973—1989)[127].
- Монтейт, Кори (31) — канадский актёр; передозировка наркотиков[128].
- Палосон, Ремберт Эльмарович (80) — директор совхоза «Коломенский» (Томская область), Герой Социалистического Труда (1986)  (недоступная ссылка)  (недоступная ссылка).
- Редж, Шармила (48) — индийский социолог, феминистский учёный и писательница[129].
- Рёкке, Мона (73) — норвежский политик, министр юстиции (1981—1985)[130].
- Симонт, Марк (97) — американский художник-иллюстратор детской литературы, награждённый медалью Калдекотта (1957)[131].

## 14 июля
- Бёркли, Деннис (67) — американский актёр[132].
- Буркин, Александр Иванович (58) — председатель центрального совета общероссийского движения «Россия православная», писатель, общественный деятель[133].
- Бюррье, Сюзанна (112) — старейшая на день смерти жительница Франции[134].
- Захаров, Владимир Михайлович (67) — российский хореограф, балетмейстер, создатель, директор и художественный руководитель Московского государственного академического театра танца «Гжель», народный артист РСФСР[135].
- Круглый, Игорь Аронович (90) — российский искусствовед, заслуженный деятель искусств России, член-корреспондент Российской академии художеств[136].
- Лось, Елена Георгиевна (80) — белорусский художник, график[137].
- Мартыненко, Пётр Фёдорович (77) — украинский юрист, судья Конституционного суда Украины (1996—2001)[138].
- Наскидаев, Казбек Владимирович (55) — российский осетинский скульптор[139].
- Низамов, Халяф Мирзамухаметович (72) — руководитель аппарата президента Республики Татарстан (1991—1998)[140].
- Полшков, Михаил Иванович (66) — директор оренбургского филиала Московской юридической академии, учёный-юрист, заслуженный юрист Российской Федерации; рак[141].
- Смит, Джордж (92) — английский футболист («Манчестер Сити»)[142].
- Сохань, Павел Степанович (86) — советский и украинский историк[143].
- Тарасов, Борис Алексеевич (60) — адвокат, телеведущий программы «Суд идёт» (2005—2010) (о смерти объявлено в этот день)[144].
- Тейлор, Сюзан (34) — британская спортсменка, частный благотворитель; погибла во время заплыва через Ла-Манш[145].
- Уорнер, Билл (44) — американский мотогонщик-рекордсмен; несчастный случай при попытке установить рекорд скорости[146].
- Хилл, Симми (66) — американский баскетболист[147].

## 15 июля
- Антипов, Николай Иванович (73) — председатель пензенского горисполкома (1984—1991)[148].
- Васконселос, Себастьян (86) — бразильский телережиссер[149].
- Легессе, Мескерем (26) — эфиопская легкоатлетка, участница Летних Олимпийских игр в Афинах (2004) в беге на средние дистанции (800 и 1500 метров)[150].
- Ли, Ноэль (88) — американский классический пианист и композитор[151][152].
- Мёрквед, Терье (64) — норвежский футболист («Будё-Глимт», «Русенборг»)[153].
- Разумовский, Андрей Вадимович (65) — кинорежиссёр и продюсер, президент Ассоциации кинопродюсеров России[154].

## 16 июля

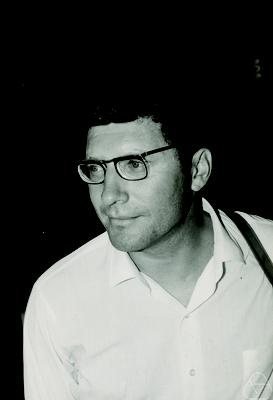
Юрий Прохоров

- Аихара, Нобуюки (78) — японский гимнаст, двукратный чемпион летних Олимпийских игр в Риме (1960), двукратный серебряный призёр летних Олимпийских игр в Мельбурне (1956)[155].
- Анискин, Виктор Васильевич (65) — советский деятель сельского хозяйства и государственный деятель, член Секретариата ЦК КПСС (1990—1991) (о смерти сообщено в этот день)[156].
- Беннетт, Тодд (51) — британский легкоатлет, серебряный призёр Олимпийских игр (1984), бронзовый призёр чемпионата мира (1983), участник Олимпийских игр (1988); рак[157].
- Еланская, Екатерина Ильинична (83) — советский и российский театральный деятель, основатель театра «Сфера», народная артистка России (1999)[158].
- Кастеллано, Талия (13) — американский визажист и блогер; нейробластома.
- Колвилл, Алекс (92) — канадский художник[159].
- Протт, Бернхард (108) — старейший житель Германии[160].
- Прохоров, Юрий Васильевич (83) — математик, академик РАН (1991; академик АН СССР с 1972)[161].
- Рамад, Жак (84) — французский актёр[162].
- Фалькангер, Турбьёрн (85) — норвежский лыжник, серебряный призёр зимних Олимпийских игр в Осло (1952) по прыжкам на лыжах с трамплина[163].
- Форд, Джеймс (T-Model Ford) (93) — американский блюзовый музыкант[164].

## 17 июля

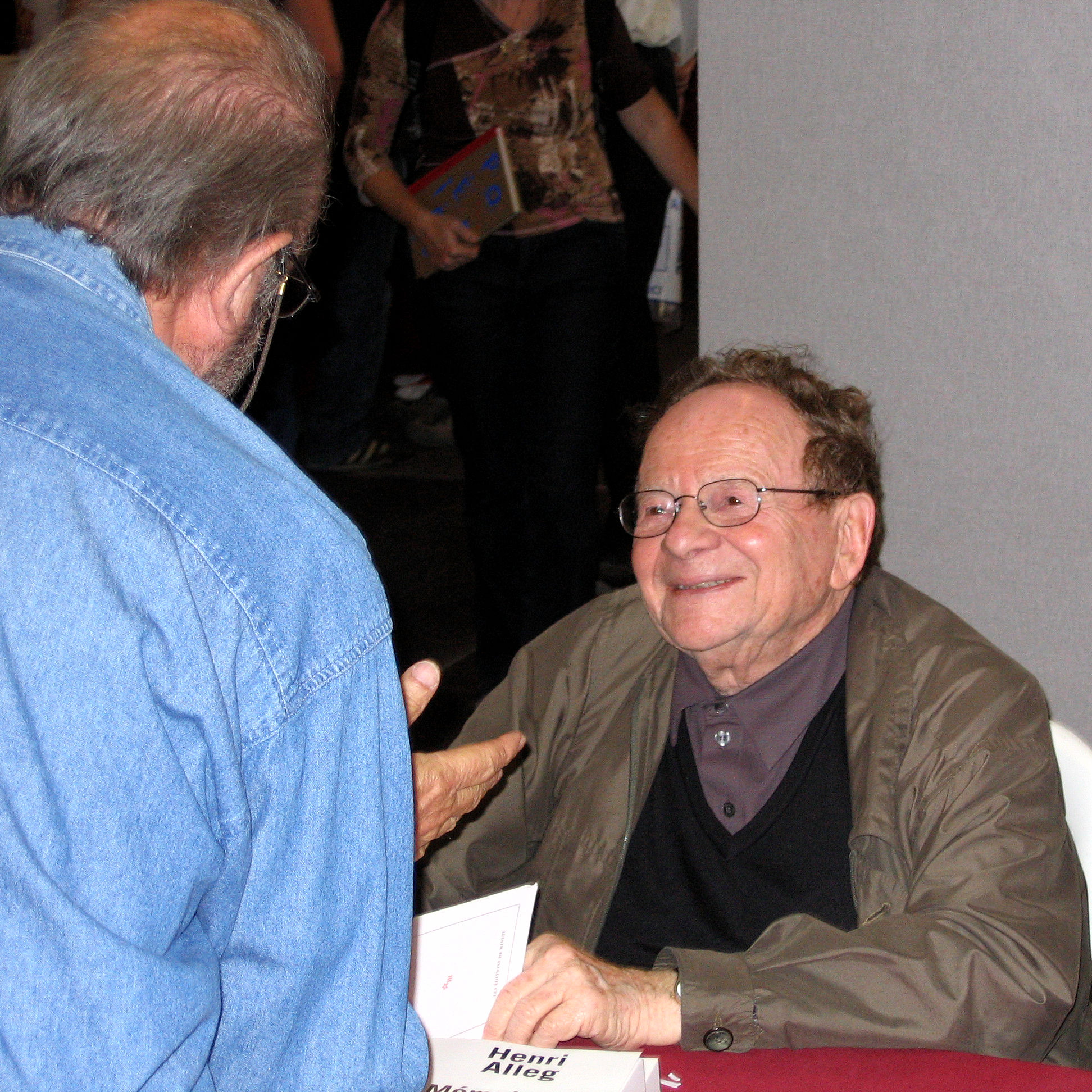
Анри Аллег

- Аллег, Анри (91) — франко-алжирский журналист и политический деятель[165].
- Аш-Шихри, Саид (39) — один из лидеров «Аль-Каиды» на Аравийском полуострове; убийство (о смерти объявлено в этот день)[166].
- Винников, Леонид Иванович (73) — российский журналист и писатель, секретарь липецкой областной организации Союза журналистов России[167].
- Макробертс, Бриони (56) — британская актриса; погибла под колёсами поезда метро[168].
- Рахманкулов, Хожи-Акбар Рахманкулович (87) — узбекский учёный-юрист, академик Академии наук Узбекистана[169].
- Седов, Виктор Константинович (65) — скрипач оркестра Большого театра; несчастный случай в театре[170].
- Уайт, Дэвид (80) — шотландский футболист и тренер, главный тренер «Рейнджерс» (1967—1969)[171].
- Убинья, Луис (73) — уругвайский футболист («Рампла Хуниорс», «Насьональ», сборная Уругвая по футболу), полуфиналист чемпионата мира по футболу 1970, обладатель Кубка Либертадорес и Межконтинентального кубка (1971)[172].
- Черами, Винченцо (72) — итальянский сценарист, номинант на премии «Оскар» и BAFTA («Жизнь прекрасна»)[173].
- Яровой, Геннадий Петрович (69) — российский деятель образования, президент Самарского государственного университета[174].

## 18 июля
- Будаев, Анатолий Петрович (44) — белорусский футболист («Шахтёр» Солигорск)[175].
- Дедов, Пётр Павлович (80) — советский и российский писатель, отец исполнителя русского шансона Сергея Любавина[176].
- Каррейрас, Анхо Геррейро (67 или 68) — испанский публицист, деятель левого движения, депутат парламента от коммунистической партии Испании, глава её отделения в Галисии[177].
- Качуровский, Игорь Васильевич (94) — украинский писатель, поэт, переводчик, литературовед, радиожурналист[178].
- Кусенко, Владимир Григорьевич (78) — советский и российский архитектор[179].
- Осколков, Константин Владимирович (90) — советский конструктор.
- Реджепова, Боссан — туркменская актриса, заслуженная артистка Туркменской ССР[180].
- Хау, Флорентин Сулуй Хаджанг (64) — католический прелат, архиепископ Самаринды (1993—2013)[181].

## 19 июля

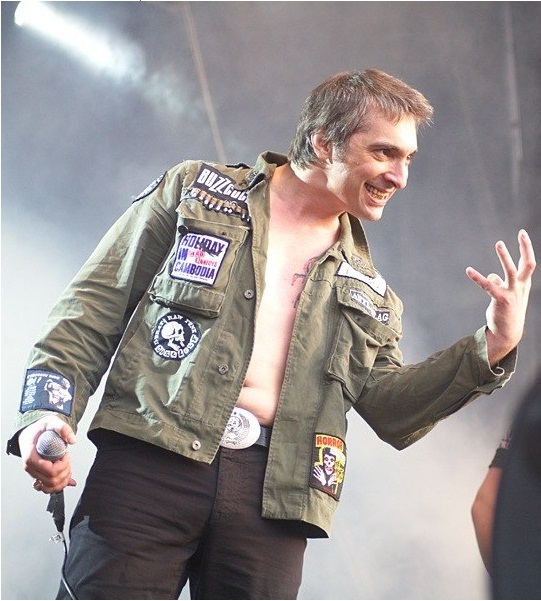
Михаил Горшенёв. Группа «Король и Шут» на Доброфест 2011

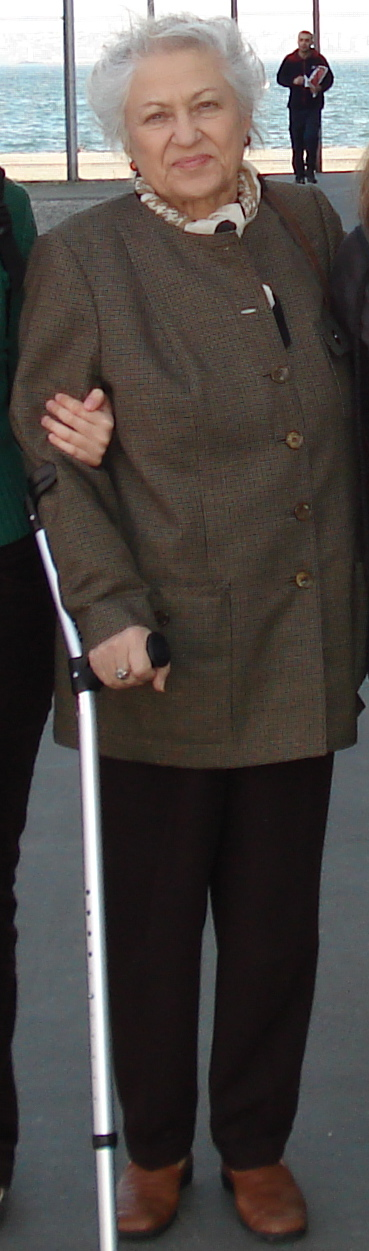
Лейла Эрбиль

- Вуснам, Фил (80) — валлийский футболист, тренер и спортивный функционер[182].
- Горшенёв, Михаил Юрьевич (39) — музыкант, солист группы «Король и Шут»; сердечная недостаточность[183].
- Джафаров, Мамед Ашумович (89) — советский и украинский учёный.
- Коте, Пол (69) — канадский яхтсмен, бронзовый призёр Олимпийских игр (1972)[184].
- Маккензи, Гордон (86) — американский стайер, серебряный призёр ПанАмериканских игр (1963). Участник Олимпийских игр (1956, 1960)[185].
- Недополз, Виталий Иванович (77) — советский и российский тренер и судья по конькобежному спорту[186].
- Островски, Мэри (51) — американская баскетболистка, игрок национальной сборной; осложнения миеломной болезни[187].
- Пимента, Симон Игнатий (93) — индийский кардинал, архиепископ Бомбея (1978—1996)[188].
- Румянцев, Сергей Сергеевич (84) — советский и российский художник-живописец[189].
- Сарабьянов, Дмитрий Владимирович (89) — советский, российский искусствовед, специалист по истории русского и советского изобразительного искусства, академик РАН (1992)[190].
- Смит, Мэл (60) — американский комедийный актёр и режиссёр («Мистер Бин»); сердечный приступ[191].
- Траутманн, Берт (89) — немецкий футбольный голкипер («Манчестер Сити») и тренер[192].
- Эрбиль, Лейла (82) — турецкая писательница[193].

## 20 июля

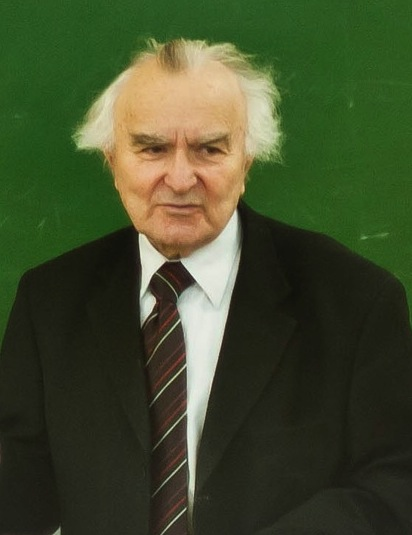
Михаил Тайцлин

- Гришин, Анатолий Васильевич (81) — советский государственный и хозяйственный деятель[194].
- Гробети, Андре (80) — швейцарский футболист («Серветт», «Лозанна»), участник двух чемпионатов мира (1962, 1966)[195].
- Гурьянов, Георгий Константинович (52) — российский художник и музыкант, ударник группы «Кино»; рак[196].
- Иванов, Анатолий Иванович (85) — советский футбольный арбитр, судья всесоюзной и международной категорий[197].
- Касабланкас, Джон (71) — американский модельер, основатель модельного агентства Elite Model Management, отец Джулиана Касабланкаса, рак[198].
- Лилов, Александр Василев (79) — болгарский философ и политический деятель, первый председатель Болгарской социалистической партии (1990—1991), член-корреспондент Болгарской академии наук[199].
- Панасюк, Тимофей (33) — российский рок-фотограф[200][201]..
- Селяндин, Сергей Вениаминович (58) — генеральный директор Кольской ГМК; автокатастрофа[202].
- Тайцлин, Михаил Абрамович (77) — советский и российский математик, специалист по общей алгебре и теоретической информатике[203].
- Томас, Хелен (92) — американская журналистка, новостной корреспондент, 57 лет освещавшая события в Белом доме[204].
- Фабр, Пьер (87) — французский предприниматель, основатель фармацевтической и косметической группы Laboratoires Pierre Fabre[205].
- Хан, Хуршед Алам (95) — индийский политик, союзный министр, губернатор штатов Гоа (1989—1991) и Карнатака (1991—1999)[206].
- Яновский, Соломон Лейбович (78) — советский кинооператор, сценарист и режиссёр[207].

## 21 июля
- Антонелли, Андреа (25) — итальянский мотогонщик; несчастный случай на этапе чемпионата мира по супербайку[208].
- де Бёс, Дет (55) — голландская хоккеистка на траве, олимпийский чемпион (1984), бронзовый призёр (1988)[209].
- Бобрик, Борис Фёдорович (80) — генеральный директор акционерного общества «Востокнефтепроводстрой» (1979—2003), народный депутат СССР[210]
- Боржко, Владимир Иванович (80) — генерал-лейтенант, начальник Благовещенского высшего танкового командного училища (1976—1986)[211].
- Катрон, Ронни (65) — американский художник[212].
- Ла Пательер, Дени де (92) — французский кинорежиссёр[213].
- Ерёмин, Иван Иванович (80) — российский математик, академик РАН (2000)[214].
- Клавихо, Яир (18) — перуанский футболист («Спортинг Кристал»); умер во время матча от сердечного приступа[215].
- Мейер, Хайнц (83) — немецкий актёр[216].
- Омаров, Тукен Бигалиевич (78) — советский и казахский астроном[217].
- Петриченко, Александр Александрович (75) — советский парашютист-испытатель[218].
- Риккарелли, Уго (59) — итальянский писатель, лауреат Премии Стрега (2004)[219].
- Ульенкова, Ульяна Васильевна (83) — советский и российский психолог[220].

## 22 июля

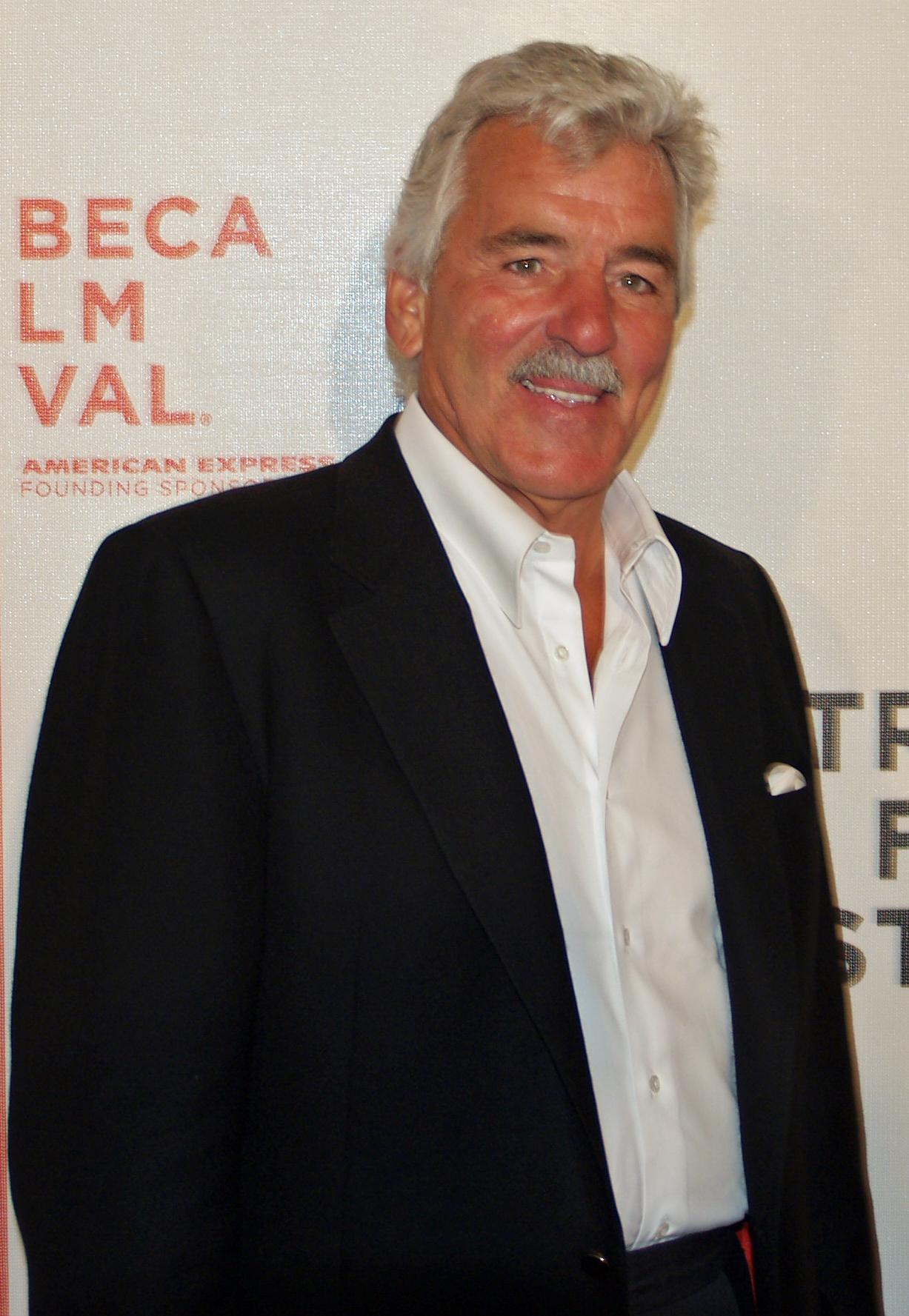
Деннис Фарина

- Амбаров, Константин Михайлович (80) — член военного совета, начальник политотдела 2-й флотилии атомных подводных лодок Тихоокеанского флота, контр-адмирал[221].
- Байрамов, Ярлы (70) — туркменский художник[222].
- Баталин, Юрий Петрович (85) — советский хозяйственный и государственный деятель, заместитель Председателя Совета Министров СССР (1985—1989), Председатель Государственного строительного комитета СССР (1986—1989)[223].
- Бимбаев, Георгий Мархаевич (71) — чабан, кавалер трёх орденов Трудовой Славы, почетный гражданин Республики Бурятия[224].
- Бровикова, Кира Ивановна (91) — диктор радио и режиссёр телепрограмм Кемеровской области, старейший работник телерадиовещания региона[225].
- Ланг, Валери (47) — французская актриса, дочь Жака Ланга[226].
- Маалин, Али (59) — последний человек, заразившийся натуральной оспой (1977)[227].
- Мильнер, Бенцион Захарович (83) — экономист, член-корреспондент Российской академии наук[228].
- Рейли, Лори (84) — шотландский футболист («Хиберниан», сборная Шотландии)[229].
- Фарина, Деннис (69) — американский актёр («Закон и порядок», «Большой куш», «Успеть до полуночи», «Азартные игры», «Криминальная история»); тромб в лёгком[230].
- Шривастава, Чандрика Прасад (93) — индийский государственный служащий и дипломат, генеральный секретарь Международной морской организации (1974—1989)[231].

## 23 июля

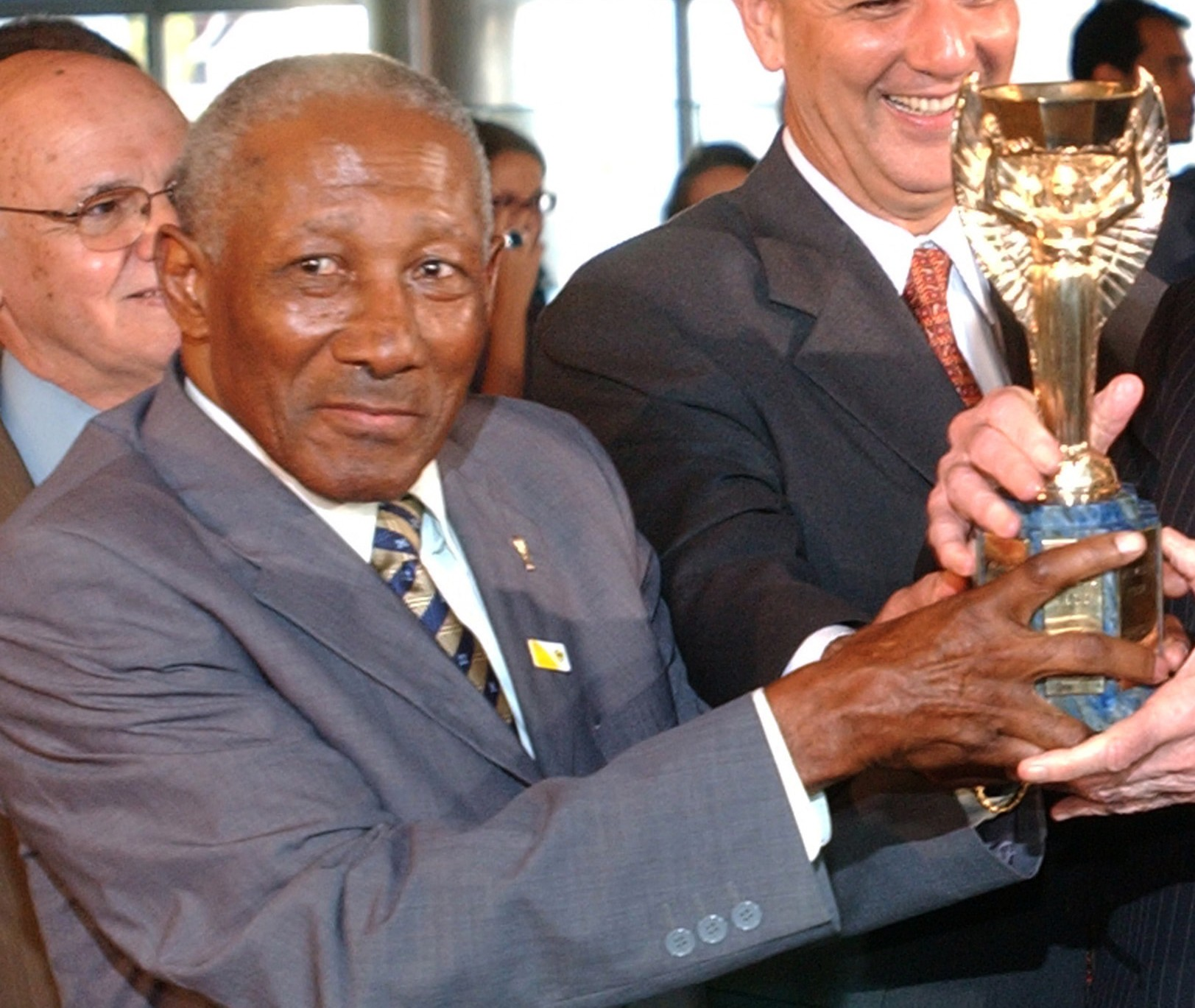
Джалма Сантос

- Андерсон, Рона (86) — шотландская актриса («Скрудж», «Расцвет мисс Джин Броди»)[232][233].
- Арутюнян, Ваграм (54) — армянский художник[234].
- Байва, Сант Каур (115) — старейшая жительница Великобритании[235].
- Виджаякумар, Манджула (59) — индийская актриса[236].
- Грей, Марвин (58) — американский преступник[237].
- Гриффит, Эмиль (75) — профессиональный боксёр Виргинских островов (США), неоднократный чемпион мира (1961—1968)[238].
- Икараси, Дзёкити (111) — самый старый на день смерти верифицированный мужчина в мире[239].
- Кусенко, Владимир Григорьевич (78) — советский и российский архитектор, соавтор Генерального плана Свердловска, заслуженный архитектор РСФСР, лауреат премии Совета министров СССР[179].
- Лейчик, Владимир Моисеевич (84) — советский и российский лингвист, терминовед[240].
- Милованова-Патон, Ольга Борисовна (91) — инженер-экспериментатор, лауреат Государственной премии УССР в области науки и техники, жена академика Бориса Патона[241].
- Мольнар, Карой (69) — венгерский политик, министр (2008—2009)[242].
- Морвуд, Майк (62) — австралийский археолог, открывший Человека флоресского (Homo floresiensis)[243].
- Джалма Сантос (84) — бразильский футболист, двукратный чемпион мира (1958, 1962)[244].
- Тернавский, Игорь Нисонович (71) — художественный руководитель Пермского государственного театра кукол[245].
- Шлотер, Карстен (49) — генеральный директор Swisscom[246].
- Ямасаки, Артуро (84) — перуанский и мексиканский футбольный судья международной категории[247].

## 24 июля
- Джонсон, Вирджиния (88) — американский сексолог и психолог, основоположница, вместе с Уильямом Мастерсом, системного подхода в сексологии[248][249]
- Дрецке, Фред (80) — американский философ[250].
- Дэвис, Гарри (91) — американский общественный деятель, создатель Всемирного Правительства Граждан мира и паспорта гражданина мира[251].
- Келли, Джек (68) — американский спортивный деятель, президент Игр доброй воли (1990—1996)[252].
- Ланга, Пиус (74) — верховный судья Южно-Африканской Республики (2005—2009)[253].
- Мамангакис, Никос (84) — греческий классический композитор[254].
- Марэр, Чайвонисо (37) — американо-зимбабвийская певица и автор песен[255].
- Хольный, Георгий Александрович (92) — советский кинооператор, участник Великой Отечественной войны (1941—1945)[256].

## 25 июля

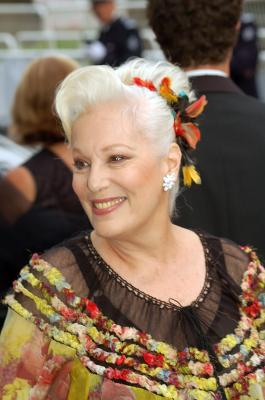
Бернадетт Лафон

- Акри, Боб (94) — американский джазовый пианист[257].
- Брахми, Мохаммед (58) — тунисский политик, один из лидеров светской оппозиции; убийство[258].
- Говердовский, Леонид (26) — российский рок-музыкант, пропавший во время рок-фестиваля «Рок меж двух морей» (тело обнаружено в этот день)[259].
- Горенштейн, Аркадий Исаакович (72) — советский и израильский хирург.
- Де Мария, Уолтер (77) — американский скульптор[260].
- Джек, Барнаби (35) — новозеландский программист и хакер[261].
- Зуев, Дмитрий Дмитриевич (87) — российский издатель, педагог[262].
- Конгар-оол Ондар (51) — тувинский исполнитель горлового пения, заслуженный артист России  (недоступная ссылка)  (недоступная ссылка).
- Корвин, Марк (65) — американский режиссёр телеигры Колесо Фортуны, лауреат Дневной премии «Эмми»; рак[263].
- Лафон, Бернадетт (74) — французская актриса[264].
- Марцио, Дуилио (89) — аргентинский актёр[265].
- Очоа Васкес, Хуан Давид (65) — колумбийский наркобарон, один из основателей Медельинского кокаинового картеля[266].
- Танзлер, Ганс (86) — американский политик, мэр Джэксонвилла (1967—1979)[267].
- Хаксли, Хью (89) — британский биолог, лауреат медали Франклина (1990) и медали Копли (1997)[268].
- Хебранко, Майкл (60) — один из самых тяжёлых людей мира[269].

## 26 июля
- Аллегретти, Космо (86) — американский актёр озвучки и кукольник из детского телешоу «Капитан Кенгуру»; эмфизема лёгких[270].
- Ахундова, Шафига Гулам кызы (89) — азербайджанский композитор, первая женщина-композитор республики, народная артистка Азербайджана[271].
- Благова, Галина Фёдоровна (85) — российский учёный-востоковед, тюрколог, историограф. Доктор филологических наук[272].
- Демидова, Мария Александровна (24) — чемпионка России по биатлону 2010 года; сбита автомобилем[273].
- Кейл, Джей Джей (74) — американский блюзмен[274].
- Матусевич, Наум Захарович (92) — ленинградский архитектор[275].
- Митчелл, Джордж Фидиас (94) — американский бизнесмен, инициатор масштабного производства сланцевого газа в США[276].
- Сон Джэги (45) — южнокорейский общественный деятель; самоубийство[277].
- Флорес, Марко Антонио (75 или 76) — гватемальский поэт[278].
- Шипли, Майк — британский звукоинженер и музыкальный продюсер («Def Leppard»), лауреат премии «Грэмми»[279].
- Шитовалов, Валерий Викторович (73) — актёр театра и кино, народный артист Украины, заслуженный артист РСФСР[280].

## 27 июля

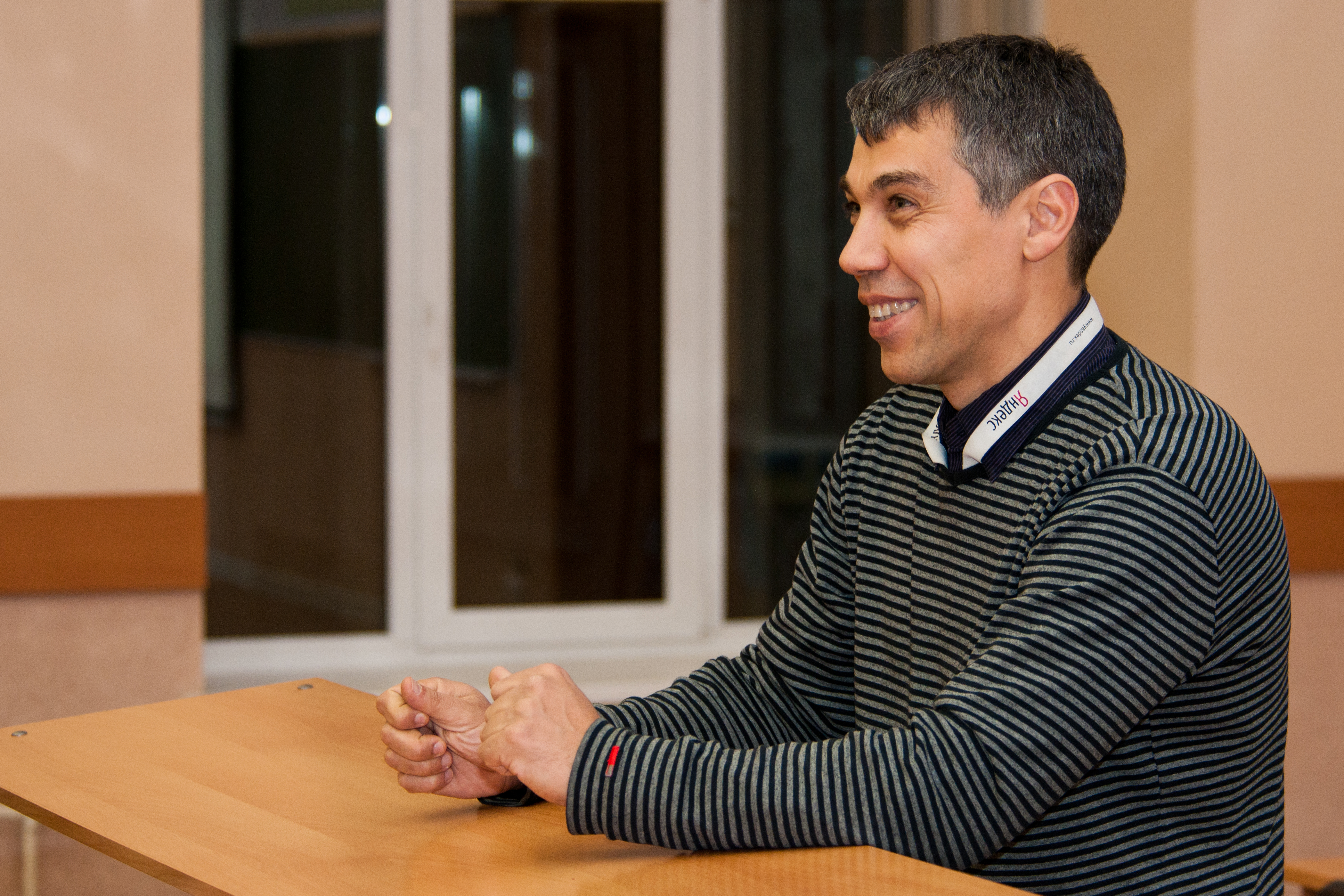
Илья Сегалович

- Алонсо, Фернандо Райнери (98) — основатель и руководитель Национальной школы балета Кубы[281].
- Барановский, Генрих (70) — польский актёр («Пан Тадеуш»)[282].
- Бартенев, Александр Владимирович (57) — городской голова Феодосии (2008—2013), Герой Украины (2004); умер в результате покушения[283].
- Боггс, Линди (97) — американский политик и дипломат, член Палаты представителей США (1973—1991), посол США в Ватикане (1997—2001), мать Коки Робертс[284].
- Воронин, Евгений Сергеевич (75) — советский и российский биотехнолог, академик РАСХН[285].
- Зокас, Зисис (89) — греческий коммунист.
- Карасик, Саул Соломонович (85) — советский инженер[286].
- Кралл, Сюзанн (47) — американская актриса[287].
- Сантамария, Сантьяго (60) — аргентинский футболист («Ньюэллс Олд Бойз», «Реймс»), участник чемпионата мира 1982[288].
- Сегалович, Илья Валентинович (48) — программист, сооснователь Яндекса[289] Архивировано 16 августа 2013 года..
- Фаррен, Мик (69) — английский журналист, писатель, музыкант, основатель и солист группы «The Deviants»; сердечный приступ[290].
- Чернов, Владимир Борисович (73) — российский журналист, главный редактор «Огонька» (1998—2003); инфаркт[291].

## 28 июля

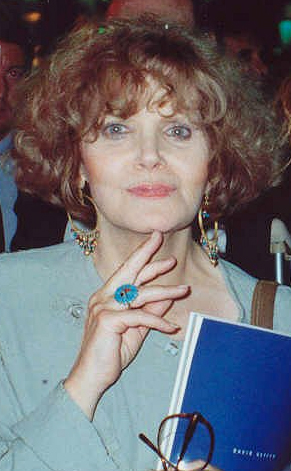
Айлин Бреннан

- Адриси, Мустафа (91) — угандийский политик, вице-президент (1977—1978)[292].
- Бреннан, Айлин (80) — американская актриса, лауреат премий «Золотой глобус» и «Эмми»[293].
- Гангрский, Юрий Петрович (81) — советский и российский физик, лауреат Государственной премии СССР (1968)[294].
- Дрефаль, Гюнтер (91) — немецкий химик[295].
- Касимов, Талят Мамедага оглы (80) — азербайджанский исполнитель мугама, народный артист Азербайджана[296].
- Лейн, Джон (55) — журналист радиокомпании Би-би-си; опухоль мозга[297].
- Мельник, Николай Николаевич (59) — лётчик-испытатель, ликвидатор аварии на Чернобыльской АЭС, Герой Советского Союза (1987)[298][299].
- Радж, Джагдиш (85) — индийский киноактёр[300].
- Рейс, Рита (88) — нидерландская джазовая певица[301].
- Сеидов, Сапармурад (71) — председатель Комитета национальной безопасности Туркменистана (1992—1999), заместитель начальника Государственной пограничной службы страны (1999—2002)  (недоступная ссылка — история, копия).
- Скрентон, Уильям (96) — американский политик, губернатор штата Пенсильвания (1963—1967)[302].
- Тонини, Эрсилио (99) — итальянский кардинал, архиепископ Равенны (1975—1990)[303].

## 29 июля
- Аверкамп, Людвиг (86) — архиепископ Гамбурга (1994—2002)[304].
- Бенитес, Кристиан (27) — эквадорский футболист, участник чемпионата мира 2006[305].
- Гейз, Тони (93) — первый австралийский гонщик Формулы-1[306].
- Иванов, Валентин Андреевич (71) — российский советский физик и альпинист, капитан первой советской гималайской экспедиции, двукратный чемпион СССР[307].
- Кесельман, Леонид Евсеевич (69) — советский и российский социолог[308].
- Низаметдинов, Салават Ахмадеевич (56) — башкирский композитор, заслуженный деятель искусств Российской Федерации, заслуженный деятель искусств Республики Башкортостан[309].
- Осьминин, Владимир Владимирович (72) — российский режиссёр документальных и научно-популярных фильмов[310].
- Плоткин, Вульф Яковлевич (86) — советский филолог-германист, основатель молдавской школы германской филологии[311]
- Стаффорд, Годфри (93) — британский физик, директор лаборатории Резерфорда — Эплтона (1969—1981)[312].
- Уитакер, Шейла (77) — английский кинодеятель и писательница, директор Лондонского кинофестиваля (1987—1996)[313].

## 30 июля
- Байц, Бертольд (99) — немецкий бизнесмен, совладелец металлургического концерна ThyssenKrupp, глава фонда имени Альфрида Крупп фон Болен унд Хальбаха, праведник мира[314].
- Кейрси, Дэвид (91) — американский психолог[315].
- Латаш, Альберт Владимирович (77) — советский шахматист, двукратный чемпион СССР, международный арбитр ФИДЕ с 1993 года[316].
- Маулана Али, Эко (61) — индонезийский политик, губернатор провинции Банка-Белитунг (2007—2013)[317].
- Рамальетс, Антони (89) — испанский футбольный голкипер («Барселона»), шестикратный чемпион Испании, пятикратный обладатель Кубка страны, двукратный победитель Кубка Ярмарок, участник чемпионата мира 1950[318].
- Русакова, Алла Александровна (90) — советский и российский искусствовед[319].
- Фролов, Игорь Александрович (76) — скрипач, композитор, народный артист России[320].
- Шектман, Оскар (94) — американский баскетболист, набравший первые очки в истории НБА (1946)[321].

## 31 июля
- Ансара, Майкл (90) — американский актёр («Стартрек», «Вавилон — 5» и др.)[322].
- Белла, Роберт (86) — американский социолог, специалист по сравнительной социологии религиозных верований[323].
- Бойченко, Гавриил Моисеевич (85) — актёр театра и кино, народный артист Казахстана[324].
- Бюшгенс, Георгий Сергеевич (96) — советский и российский учёный в области механики полёта и прикладной аэродинамики, академик РАН, Герой Социалистического Труда[325].
- Копосов, Евгений Васильевич (60) — ректор Нижегородского государственного архитектурно-строительного университета; ДТП[326].
- Касамиджана, Антонио (79) — архиепископ Консепсьона (1989—2006)[327].
- Мержанов, Александр Григорьевич (81) — российский учёный в области физической химии, академик РАН
- Пуришев, Иван Борисович (82) — архитектор-реставратор, создатель и сотрудник Переславской реставрационной мастерской, писатель[328].
- Сагателян, Марк (41) — армянский шоумен, телеведущий, участник команды КВН ЕрМИ[329].
- Сананоглу, Ровшан (56) — азербайджанский теоретик джаза, организатор джазовых фестивалей в Баку[330].